# زمرة جبرية خطية
في الرياضيات، زمرة الجبر الخطي (بالإنجليزية: Linear algebraic group)‏ هي زمرة جزئية من زمرة مكونة من مصفوفات قابلة للعكس أبعادها هي {\displaystyle n\times n}، وحيث العملية المعرفة لهذه الزمرة هي ضرب المصفوفات.
للمزيد انظر إلى زمرة متعامدة وإلى منقولة مصفوفة.

## تعريفات
انظر إلى حقل مغلق جبريا وإلى تنوع جبري.